# Волжанка (Волгоградская область)
Волжа́нка — посёлок в Среднеахтубинском районе Волгоградской области России. Входит в состав Верхнепогроменского сельского поселения.

## География
Посёлок находится в юго-восточной части Волгоградской области, в пределах Волго-Ахтубинской поймы, вблизи левого берега реки Волга, на расстоянии примерно 28 км (по прямой) к северо-северо-востоку (NNE) от посёлка городского типа Средняя Ахтуба, административного центра района.
Климат
Климат классифицируется как влажный континентальный с тёплым летом (согласно классификации климатов Кёппена — Dfa).
Часовой пояс
Посёлок Волжанка, как и вся Волгоградская область, находится в часовой зоне МСК (московское время). Смещение применяемого времени относительно UTC составляет +3:00.

## Население
| 2010 |
| ---- |
| 166  |

Гендерный состав
По данным Всероссийской переписи населения 2010 года, в гендерной структуре населения мужчины составляли 54,2 %, женщины — соответственно 45,8 %.
Национальный состав
Согласно результатам переписи 2002 года, в национальной структуре населения русские составляли 75 %.

## Улицы
| - ул. Волжская, - ул. Зелёная, - ул. Молодёжная, - ул. Прудовая, | - ул. Садовая, - ул. Северная, - ул. Солнечная, - ул. Центральная. |